# John Thelwall
John Thelwall (Londra, 27 luglio 1764 – Bath, 17 febbraio 1834) è stato un giornalista e poeta britannico.

## Vita
John Thelwall nacque a Covent Garden da una famiglia gallese di mercanti di seta. Il padre Joseph morì nel 1772, quando Thelwall era ancora bambino, lasciando la famiglia in ristrettezze economiche, tanto che Thelwall dovette abbandonare la scuola a tredici anni per aiutare la madre vedova. La passione per la lettura, che accompagnò Thelwall sin da bambino, gli valse svariate sfuriate da parte della madre e lo portò a fallire un tentativo di apprendistato come sarto. Inizialmente John tentò di perseguire una carriera legale ma la sua avversione per giuramenti e promesse e per le scartoffie d'ufficio lo portarono ad abbandonare questo mestiere e a sopravvivere della sua penna.
Thelwall inizia dunque una frenetica attività di giornalista (pubblicando soprattutto articoli politici sul Tribune) e nel 1787 pubblica una raccolta di "Poems upon various subjects". Nel 1789 l'onda lunga della Rivoluzione francese acutizza le istanze radicali del giovane Thelwall che inizia a frequentare le società radicali londinesi e a tenere conferenze nelle quali attacca il governo e difende le idee della Rivoluzione francese. Nel 1792 Thelwall contribuì a fondare la London Corresponding Society, importantissima associazione che ebbe un ruolo primario nell'abolizione della schiavitù. Nel 1794, insieme a John Horne Tooke e Thomas Hardy, anch'essi soci della Society, venne arrestato e processato per alto tradimento e sedizione. I tre uomini vennero giudicati innocenti ma il governo continuò a tenerli sott'occhio.
Le conferenze di Thelwall subirono un duro colpo con la promulgazione dei Two Acts da parte del primo ministro William Pitt il Giovane nel 1795. Queste leggi, anche conosciute come Gagging Acts (leggi bavaglio), dichiaravano sediziosa ogni protesta contro il Re, il governo o la Costituzione, e impedivano ogni conferenza non consentita da un magistrato. Queste leggi portarono ad un cambiamento nelle tematiche delle conferenze politiche di Thelwall, che divennero conferenze storiche sull'antica Roma e sull'antichità per fuggire la censura e per riappropriarsi della Storia.
In virtù di questa stretta del governo, però, Thelwall si vide costretto ad abbandonare Londra e a portare le sue conferenze per la Gran Bretagna.  Nel 1798 durante uno di questi tour la folla inferocita tentò di linciare l'oratore. Dopo questo episodio, Thelwall decise di ritirarsi dalla scena politica e riprendere le forze. Nel 1800 riappare sulle scene come maestro di elocuzione, a metà tra il logopedista e l'oratore. Il successo finanziario di questa scelta e la sua irrequietezza politica lo portarono ad acquistare un giornale, il "Champion", nel 1818. Il suo stile e la sua verve politica, però, non si sposavano con i lettori middle-class del giornale, e l'operazione si rivelò un fallimento. Senza perdersi d'animo, Thelwall riprese quindi la sua carriera di insegnante-conferenziere: la morte lo colse durante uno di questi cicli di conferenze.

## Opere
- Poems on Various Subjects (1787)
- Incle and Yarico (1787)
- The Incas (1792)
- An essay towards a definition of animal vitality (1793)
- The Peripatetic; or, Sketches of the Heart, of Nature and Society; in a Series of Politico-Sentimental Journals (1793)
- Poems written in close confinement in the Tower and Newgate (1795)
- The Natural and Constitutional Right of Britons to Annual Parliaments, Universal Suffrage, and the Freedom of Popular Association (1795)
- The Tribune (1795-96)
- The Rights of Nature Against the Usurpations of Establishments (1796)
- Sober Reflections on the Seditious and Inflammatory Letter of the Rt. Hon. Edmund Burke to a Noble Lord (1796)
- Poems chiefly written in retirement … with a prefatory memoir of the life of the author (1801)
- The Fairy of the Lake (1801)
- The Daughter of Adoption (1801)
- Poem and Oration on the Death of Lord Nelson (1805)